# Too Much Harmony
Too Much Harmony – czarno-biały amerykański film muzyczny z 1933 roku w reżyserii  A. Edwarda Sutherlanda, w którym występują Bing Crosby, Jack Oakie, Richard Gallagher i Henry Armetta.

## Obsada
- Bing Crosby jako Eddie Bronson
- Jack Oakie jako Benny Day
- Richard Gallagher jako Johnny Dixon
- Henry Armetta jako Pan Gallotti
- Harry Green jako Max Merlin
- Judith Allen jako Ruth Brown
- Lilyan Tashman  jako Lucille Watkins
- Kitty Kelly jako Patsy Dugan
- Grace Bradley jako Verne La Mond